# Selaginella oregana
Selaginella oregana là một loài dương xỉ trong họ Selaginellaceae. Loài này được D.C. Eaton mô tả khoa học đầu tiên năm 1880.